# FIAT 6614
ФИАТ 6614 (итал. FIAT 6614) — итальянский лёгкий колёсный бронетранспортёр. 

## История
Создан в начале 1970-х годов совместно фирмами ФИАТ и OTO Melara на общем шасси с бронеавтомобилем ФИАТ 6616.
До окончания производства в Италии было выпущено 1160 ФИАТ 6614 для вооружённых сил страны и на экспорт.
В 1977 году было подписано соглашение о лицензионном производстве этих бронемашин в Южной Корее. В производстве участвовали компании "Korea integrated steel" (изготавливавшая броневой лист и осуществлявшая частичную сборку корпусов на предприятии в городе Масан), "KIA Industrial Corporation" (осуществлявшая сборку корпуса бронемашин в городе Сханвон) и "Asia Motor" (изготавливавшая мотор, ходовую часть и осуществлявшая окончательную сборку бронемашин в городе Кванджу). Объёмы их производства составляли от 7 до 8 бронетранспортёров в месяц.

## Варианты и модификации
- КМ-900 - лицензионная копия бронетранспортёра FIAT 6614 южнокорейского производства[1] (в качестве вооружения устанавливался либо 12,7-мм пулемёт, либо 7,62-мм пулемёт)[3]. В декабре 2012 года компания "Hyundai" начала разработку нового колёсного бронетранспортёра для замены КМ-900 (выпуск которых был прекращён)[4]
- KM-901 - модифицированный вариант бронетранспортёра FIAT 6614 южнокорейского производства[1]

## Страны-эксплуатанты
- Аргентина[1] — сняты с вооружения[5]
- Венесуэла[1] — 24 ФИАТ 6614 в Национальной гвардии, по состоянию на 2012 год[6]
- Италия — использовался армией и ВВС Италии, а также различными подразделениями итальянской полиции[1]. По состоянию на 2007 год на вооружении оставалось 57 ФИАТ 6614[7]
- Республика Корея[1] — приняты на вооружение в 1977 году[2] и начали поступать в армейские подразделения в 1978 году (сборочное производство было организовано компанией "KIA Industrial Corporation")[8]; по состоянию на 2007 год - 200 KM-900/KM-901 [9]
- Перу[1] — по состоянию на 2007 год[10]
- Сомали[1]
- Тунис[1] — 110 ФИАТ 6614, по состоянию на 2007 год[11]